# K小姐懶人包
《K小姐懶人包》（英語：K's For Korea）昰香港電視廣播有限公司之旅遊節目，由葉韋彤（Krystal）主持，編審陳惠仁，監製張志明，以南韓為主題。共兩輯：第一輯於2017年12月22日至2018年1月19日每周五20:30-21:00J2播出；第二輯於2018年6月15日至8月17日同一時段播出。該節目第二輯為TVB Amazing Summer推介綜藝節目之一。
相關節目為最新韓程。

## 每集內容

### 第一輯
| 集數   | 播映     | 主題                                |
| 2017年 |          |                                     |
| 01     | 12月22日 | Krystal教大家做貼地韓妹             |
| 02     | 12月29日 | Krystal揭開韓國文青係點樣煉成       |
| 2018年 |          |                                     |
| 03     | 1月5日   | Krystal重返留學韓國時居住考試院     |
| 04     | 1月12日  | Krystal在加平示範「滑水撻生魚」     |
| 05     | 1月19日  | Krystal遊纛島漢江公園結束懶人包之旅 |

### 第二輯
| 集數   | 播映    | 主題                            |
| 2018年 |         |                                 |
| 01     | 6月15日 | K小姐體驗用金箔製作酒碗         |
| 02     | 6月22日 | K小姐參加發呆大賽               |
| 03     | 6月29日 | 韓國新興旅遊區江陵              |
| 04     | 7月6日  | 泰安、春川、加平、洪川深度行    |
| 05     | 7月13日 | K小姐考驗「出租Oppa」的暖男度   |
| 06     | 7月20日 | K小姐試用「粉底生啤機」自製粉底 |
| 07     | 7月27日 | K小姐在益善洞搜購生活韓服       |
| 08     | 8月3日  | K小姐光天化日被非禮？           |
| 09     | 8月10日 | 吃盡韓國經典美食                |
| 10     | 8月17日 | K小姐到泰安薪斗里海岸砂丘插旗   |

## 外部連結
- K小姐懶人包 - 主頁 - tvb.com （页面存档备份，存于）
- K小姐懶人包 (Sr.2) - 主頁 - tvb.com （页面存档备份，存于）